# Гилбърт Райл
Гѝлбърт Райл (на английски: Gilbert Ryle) е английски философ.
Роден е на 19 август 1900 година в Брайтън, Източен Съсекс, в семейството на лекар с дребноблагороднически произход, дядо му Джон Чарлз Райл е англикански духовник и епископ на Ливърпул. През 1924 година завършва Оксфордския университет, където остава да преподава до края на кариерата си. Той е сред известните представители на повлияната от Лудвиг Витгенщайн философия на обикновения език и е най-известен със своята критика на Декартовия дуализъм.
Гилбърт Райл умира на 6 октомври 1976 година в Оксфорд.